# Denise Kemkers
Denise Kemkers (Heerhugowaard, 11 april 1985) is een Nederlandse atlete uit Heerhugowaard, die zich gespecialiseerd heeft in het kogelstoten en discuswerpen. Ze werd enkele malen Nederland kampioene kogelstoten.

## Biografie

### Eerste successen als junior
In 2003 en 2004 werd Kemkers Nederlands jeugdkampioene discuswerpen en kogelstoten (in- en outdoor). Ze had toen haar eerste internationale ervaring al opgedaan via deelname aan de wereldkampioenschappen voor junioren in het Jamaicaanse Kingston, waar ze met een beste kogelstoot van 13,33 m niet door de kwalificatieronde kwam en als achttiende eindigde. In 2003 was ze er op de Europese kampioenschappen voor junioren in Tampere eveneens bij. Ze werd er met de kogel achtste met een beste stoot van 14,43. Bij de volgende wereldkampioenschappen voor junioren in 2004, in het Italiaanse Grosseto, nam ze aan haar beide favoriete onderdelen deel. Bij het kogelstoten werd ze met 15,46 achtste, terwijl ze bij het discuswerpen de kwalificatie niet overleefde: beste worp van 46,04.
Haar eerste grote seniorentoernooi waren in 2006 de Europese kampioenschappen in Göteborg, waar ze bij het kogelstoten met 15,98 niet voorbij de kwalificatieronde kwam.

### Beste atletiekjaar
Tot nu toe is 2007 het beste jaar uit de atletiekcarrière van Denise Kemkers gebleken. Allereerst won ze haar eerste nationale seniorentitel op 1 juli 2007 in Amsterdam. In het Olympisch Stadion versloeg ze met een nieuw persoonlijk record van 17,00 de grote favoriete Melissa Boekelman, die niet verder kwam dan 16,35. Een jaar eerder had ze op de NK in Boekelman nog haar meerdere moeten erkennen met 16,35 om 16,49. Vervolgens streed ze tussen 12 juli en 15 juli 2007 voor de Europese titel op de EK neo-senioren (20-22 jaar) in Debrecen. Hier behaalde ze met een PR-prestatie van 17,21 een zeer goede vierde plaats en kwam ze 27 centimeter te kort voor een bronzen plak.
Nadat zij in februari 2008 op de NK indoor in Gent bij het kogelstoten met 16,65 haar zesde zilveren plak op rij had opgehaald, prolongeerde Kemkers in juli haar nationale outdoortitel bij het kogelstoten. Haar beste stoot van 16,61 lag echter iets onder het niveau van het jaar ervoor. Ruim een maand eerder, tijdens de Fanny Blankers-Koen Games in Hengelo, had ze met 16,95 haar beste jaarprestatie al geleverd, maar toen was haar eeuwige rivale Melissa Boekelman met 17,30 nog voor haar geëindigd in een wedstrijd, die door de Duitse Nadine Kleinert met 19,64 was gewonnen.

### EK indoor 2009
In 2009 wierp de training tijdens de winter al gauw zijn vruchten af. Reeds op 18 januari verzekerde Kemkers zich van deelname aan de komende Europese indoorkampioenschappen in Turijn door de kogel verder te stoten dan ooit. Bij indoorwedstrijden in Groningen kwam ze tot 17,34; voor het eerst had ze nu ook indoor de 17 metergrens bedwongen. Dat dit geen uitschieter was, bewees zij vervolgens bij de nationale indoorkampioenschappen in het nieuwe Omnisportcentrum in Apeldoorn, waar zij op 14 februari haar nationale indoortitel prolongeerde met 17,30; 5 cm verder dan de eveneens tevreden Melissa Boekelman. Ook zij had zich met haar prestatie gekwalificeerd voor Turijn.
Beide Nederlandse krachtatletes realiseerden zich dat, wilden zij op de EK indoor een rol van betekenis spelen, zij zichzelf zouden moeten overtreffen. En dat deden zij dan ook in Turijn. Kemkers kwam in de kwalificatieronde tot een PR van 17,66, Boekelman zelfs tot 17,74. Dit resultaat betekende, dat Boekelman als achtste tot de finale doordrong, daarbij de weg versperrend voor Kemkers, die het net niet redde en negende werd.
Kemkers is aangesloten bij atletiekvereniging AV Hera.

## Nederlandse kampioenschappen
Outdoor
| Onderdeel   | Jaar       |
| ----------- | ---------- |
| kogelstoten | 2007, 2008 |

Indoor
| Onderdeel   | Jaar       |
| ----------- | ---------- |
| kogelstoten | 2009, 2012 |

## Persoonlijke records
Outdoor
| Onderdeel    | Prestatie | Datum            | Plaats |
| ------------ | --------- | ---------------- | ------ |
| kogelstoten  | 17,30 m   | 29 augustus 2009 | Breda  |
| discuswerpen | 51,36 m   | 5 mei 2007       | Lisse  |

Indoor
| Onderdeel   | Prestatie | Datum        | Plaats |
| ----------- | --------- | ------------ | ------ |
| kogelstoten | 17,66 m   | 6 maart 2009 | Turijn |

## Prestatieontwikkeling
| Jaar | kogel (indoor) | kogel (outdoor) | discus |
| ---- | -------------- | --------------- | ------ |
| 2001 | 12,72          | 13,32           | 40,42  |
| 2002 | 13,58          | 14,75           | 45,62  |
| 2003 | 15,52          | 15,09           | 47,40  |
| 2004 | 15,18          | 15,82           | 48,09  |
| 2005 | 5,89           | 15,13           | 48,44  |
| 2006 | 16,32          | 16,79           | 49,28  |
| 2007 | 16,57          | 17,21           | 51,36  |
| 2008 | 16,66          | 16,95           | 49,17  |
| 2009 | 17,66          | 17,30           | 46,35  |
| 2010 | 17,66          | 16,87           | --     |
| 2011 | 16,68          | 16,85           | 48,80  |
| 2012 | 16,86          | 14,42           | --     |

## Palmares

### kogelstoten
- 2002: 4e NK indoor - 13,46 m
- 2002: 18e WJK - 13,33 m
- 2003:  NK indoor - 15,52 m
- 2003:  NK - 14,43 m
- 2003: 8e EJK - 14,43 m
- 2004:  NK indoor - 15,18 m
- 2004:  NK - 15,42 m
- 2004: 8e WJK - 15,46 m
- 2005:  NK indoor - 15,89 m
- 2006:  NK indoor - 15,81 m
- 2006:  NK - 16,35 m
- 2006: kwal. EK - 15,98 m
- 2007:  NK indoor - 16,28 m
- 2007:  NK - 17,00 m
- 2007: 4e EK U23 - 17,21 m
- 2008:  NK indoor - 16,65 m
- 2008:  NK - 16,61 m
- 2009:  NK indoor - 17,30 m
- 2009: 9e in kwal. EK indoor - 17,66 m
- 2009:  NK - 17,06 m
- 2010:  NK indoor - 16,56 m
- 2010:  NK - 16,36 m
- 2011:  NK indoor - 16,68 m
- 2011:  Ter Specke Bokaal (Nederland) 16,20 m
- 2011:  Flynth Recordwedstrijden (Nederland) 16,85 m
- 2011:  Gouden Spike - 16,29 m
- 2011:  NK - 16,48 m
- 2012:  NK indoor - 16,86 m

### discuswerpen
- 2003: 14e EJK - 43,46 m
- 2004: 17e WJK - 46,04 m
- 2006:  NK - 49,28 m